# Hui He
Hé Huì (慧和S) (Xi'an, 1972) è un soprano cinese.

## Biografia
Nata a Xi'an, in Cina, è divenuta celebre in occasione del concorso internazionale Operalia, The World Opera Competition del 2000, svoltosi a Los Angeles nel settembre 2000, dove ha vinto il 2º premio. Ha tenuto poi, con Plácido Domingo un importante concerto a Shanghai nel 2001.
Nel 2002 vince il 42º concorso internazionale Voci verdiane di Busseto (Parma), sotto la giuria, tra gli altri, di Leyla Gencer. Da questo momento inizia a lavorare nei maggiori teatri italiani tra cui il Regio di Parma dove debutta il ruolo di Tosca e il ruolo di Alzira.  Interpreta a Busseto il ruolo di Aida in una produzione di Franco Zeffirelli che riprende a Lucca, Roma, Catanzaro, Napoli, Firenze e Piacenza e il ruolo di Amelia in Un ballo in maschera che canta a Bolzano ed al Teatro Filarmonico di Verona.
Nel 2003 debutta in Francia a Bordeaux con il ruolo di Madama Butterfly. Nello stesso anno partecipa al Festival Puccini di Torre del Lago (Lucca) per interpretare il medesimo ruolo. In questa occasione viene registrato un film-documentario dal titolo Madame Butterfly, curato dalla regista francese Marie Blanc Hermeline e distribuito nei canali satellitari francesi (France 5, Mezzo, CNC, Artè, ecc).
Negli anni seguenti si produce sui principali palchi internazionali.
Nel 2004, dopo una recita nel ruolo di Cio Cio San in Madama Butterfly alla Volksoper di Vienna, il giornale Wiener Zeitung definisce la cantante come "La migliore Butterfly che si possa desiderare". Sempre a Vienna alla Staatsoper la cantante debutta il ruolo di Lina in Stiffelio accanto al tenore José Cura.
All'Arena di Verona debutta nel 2005 nei ruolo di Liù nella Turandot, ripresa anche nel 2009; è Tosca di Puccini nel 2006, nel 2008 e nel 2015; è Cio-Cio-San nella Madama Butterfly del 2010 e del 2014; è Aida nel 2007 e dal 2009 al 2018; nel 2013 interpreta inoltre la Messa di Requiem ed è Leonora ne Il trovatore, ruolo che riprende anche nel 2016. Nel 2014 appare nella quinta edizione de Lo spettacolo sta per iniziare su Rai 1 interpretando Un bel dì vedremo dalla Madama Butterfly di Puccini; inaugura il 92º Festival con Un ballo in maschera, ruolo con cui aveva debuttato al Teatro Filarmonico nel 2002. Al Filarmonico ritorna per i debutti nei ruoli di Leonora ne La forza del destino (2015) e Adriana Lecouvreur (2019).
Nel 2006 debutta al Teatro Alla Scala nel ruolo di Tosca sotto la direzione di Lorin Maazel e nel 2007 ritorna nel teatro milanese con "Madama Butterfly" sotto la direzione di Chung Myung-whun.
Nel 2010 debutta al Metropolitan di New York con Aida. Nel settembre dello stesso anno debutta il ruolo di Leonora nel Trovatore ad Oviedo. Contemporaneamente viene premiata agli Oscar della Lirica all'Arena di Verona.
Nell'aprile del 2011 è stata Aida nella produzione che inaugurato il 74º Festival del Maggio Musicale Fiorentino con Zubin Mehta sul podio. Recente è il suo New Year Concert nella sala del parlamento a Pechino e la sua Madama Butterfly che ha inaugurato la stagione 2006/2007 della Hong Kong Philharmonic Orchestra.

## Repertorio
| Ruolo               | Titolo               | Autore     |
| ------------------- | -------------------- | ---------- |
| Adriana Lecouvreur  | Adriana Lecouvreur   | Cilea      |
| Maddalena di Coigny | Andrea Chénier       | Giordano   |
| Gioconda            | La Gioconda          | Ponchielli |
| Manon Lescaut       | Manon Lescaut        | Puccini    |
| Mimì                | La bohème            | Puccini    |
| Cio-Cio-San         | Madama Butterfly     | Puccini    |
| Floria Tosca        | Tosca                | Puccini    |
| Liù Turandot        | Turandot             | Puccini    |
| Ariadne Primadonna  | Ariadne auf Naxos    | Strauss    |
| Elvira              | Ernani               | Verdi      |
| Alzira              | Alzira               | Verdi      |
| Odabella            | Attila               | Verdi      |
| Lina                | Stiffelio            | Verdi      |
| Leonora             | Il trovatore         | Verdi      |
| Amelia Grimaldi     | Simon Boccanegra     | Verdi      |
| Amelia              | Un ballo in maschera | Verdi      |
| Donna Leonora       | La forza del destino | Verdi      |
| Aida                | Aida                 | Verdi      |